# كانم (ناحية)
كانم إحدى ثلاثة أقسام من ناحية كانم في تشاد. والعاصمة ماو.